# Сенькино (Шигонский район)
Сенькино (чув.Хуппалак) — деревня Шигонского района Самарской области, сельского поселения Подвалье.

## География
Деревня расположена на реке (ключе) Акташке. Ближайшие населенные пункты — Платоновка (3,0 км), Подвалье (4,2 км).

### Улицы
Ленинградская улица

## История
Поселение основано чувашами, на Чувашской Пустоши:
1789 года августа 27 дня по указу Его Величества Императора Павла Петровича самодержца Всероссийского прочие и прочие. Ученена межа в Симбирском уезде отхожей называемой Пустоши Чувашской принадлежащей сему Богородскому тож, с принадлежащим ей пашенною землею, сенными покосами во владение вдовы гвардии Анны Петровны дочери по мужу Коротковой.
Название деревни Сенькино (Сенкка ел) происходит от типичной чувашкой фамилии Сенькин, которое в свою очередь от имени Сенькка.

## Современное Сенькино

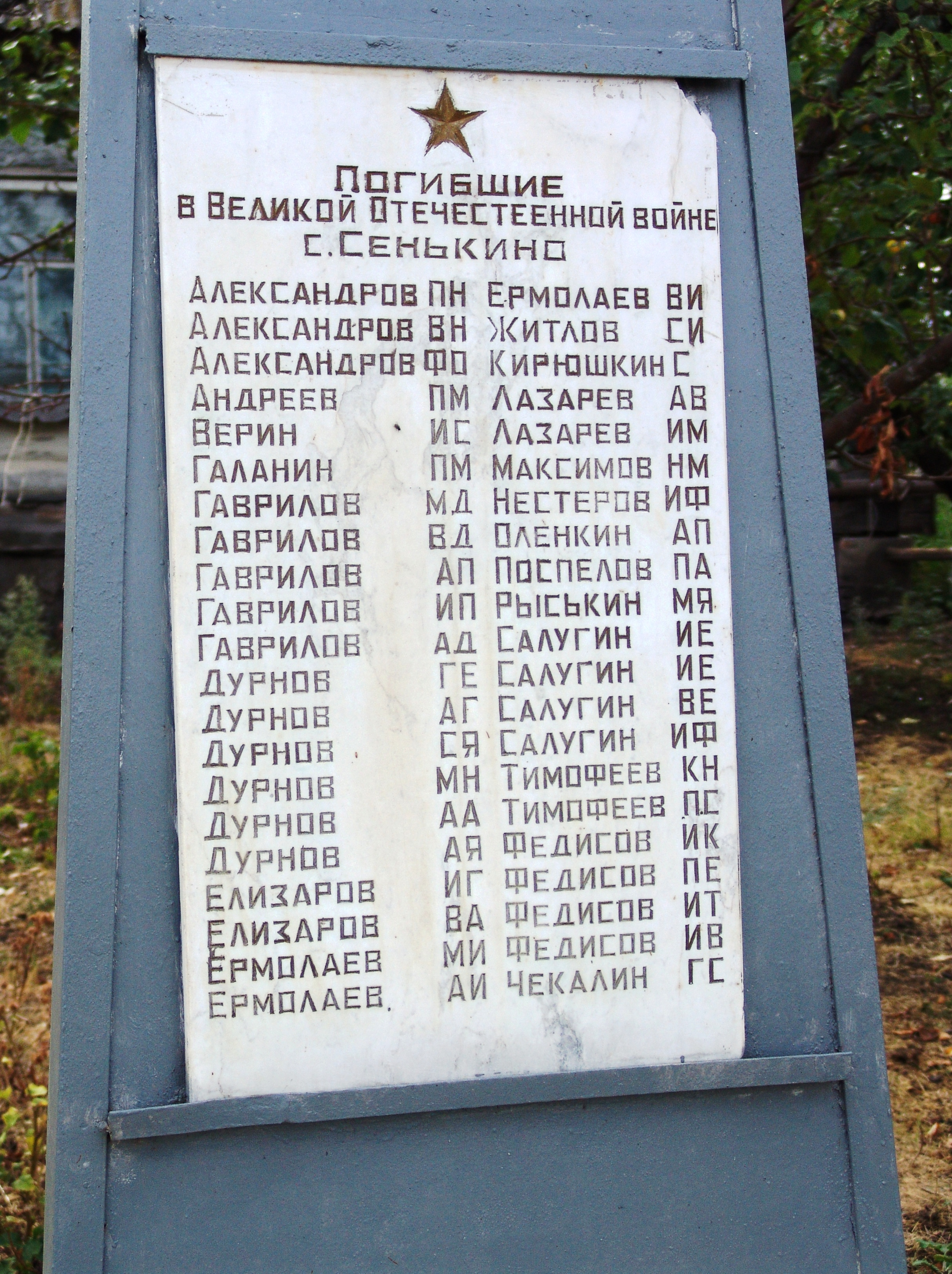
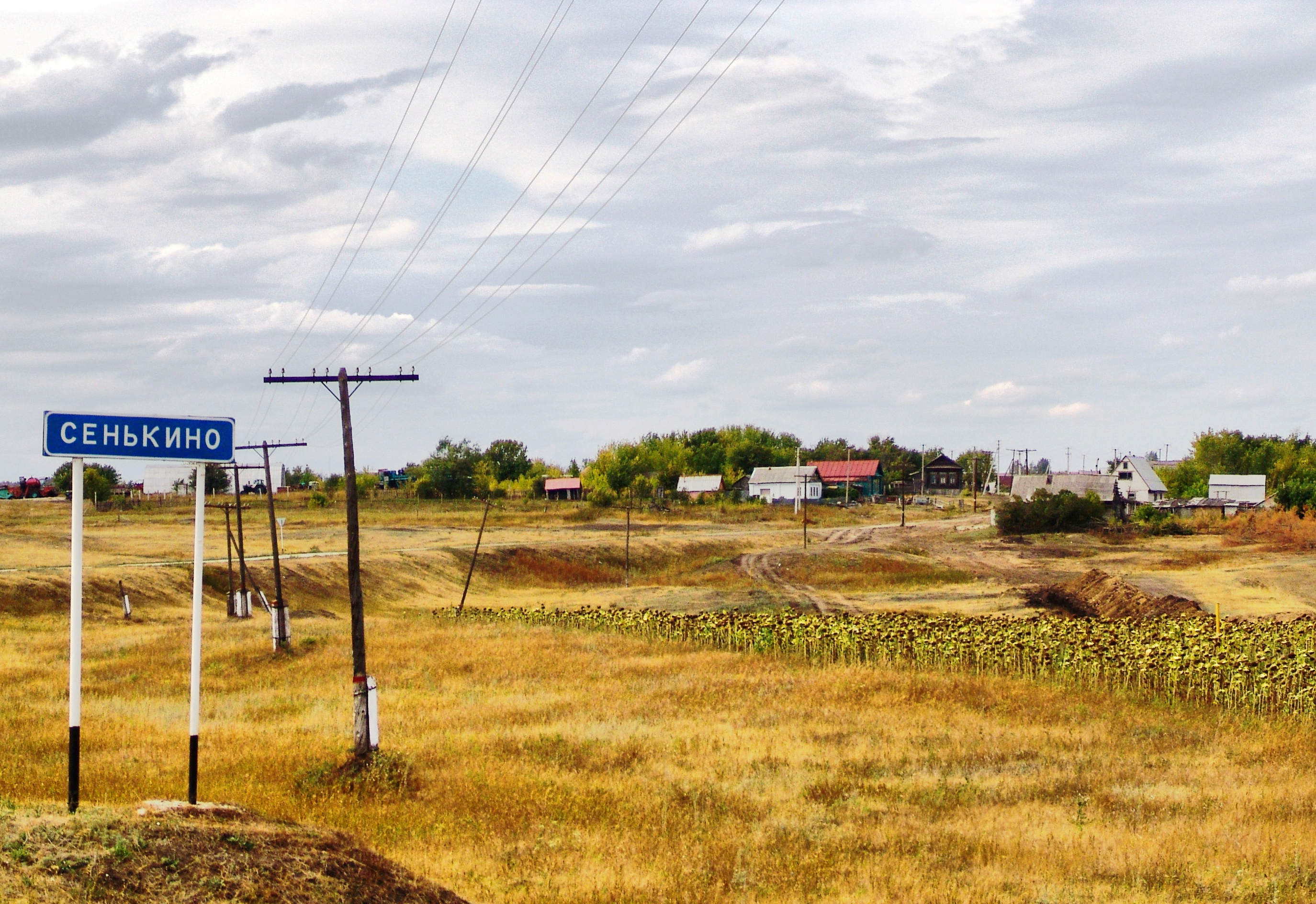
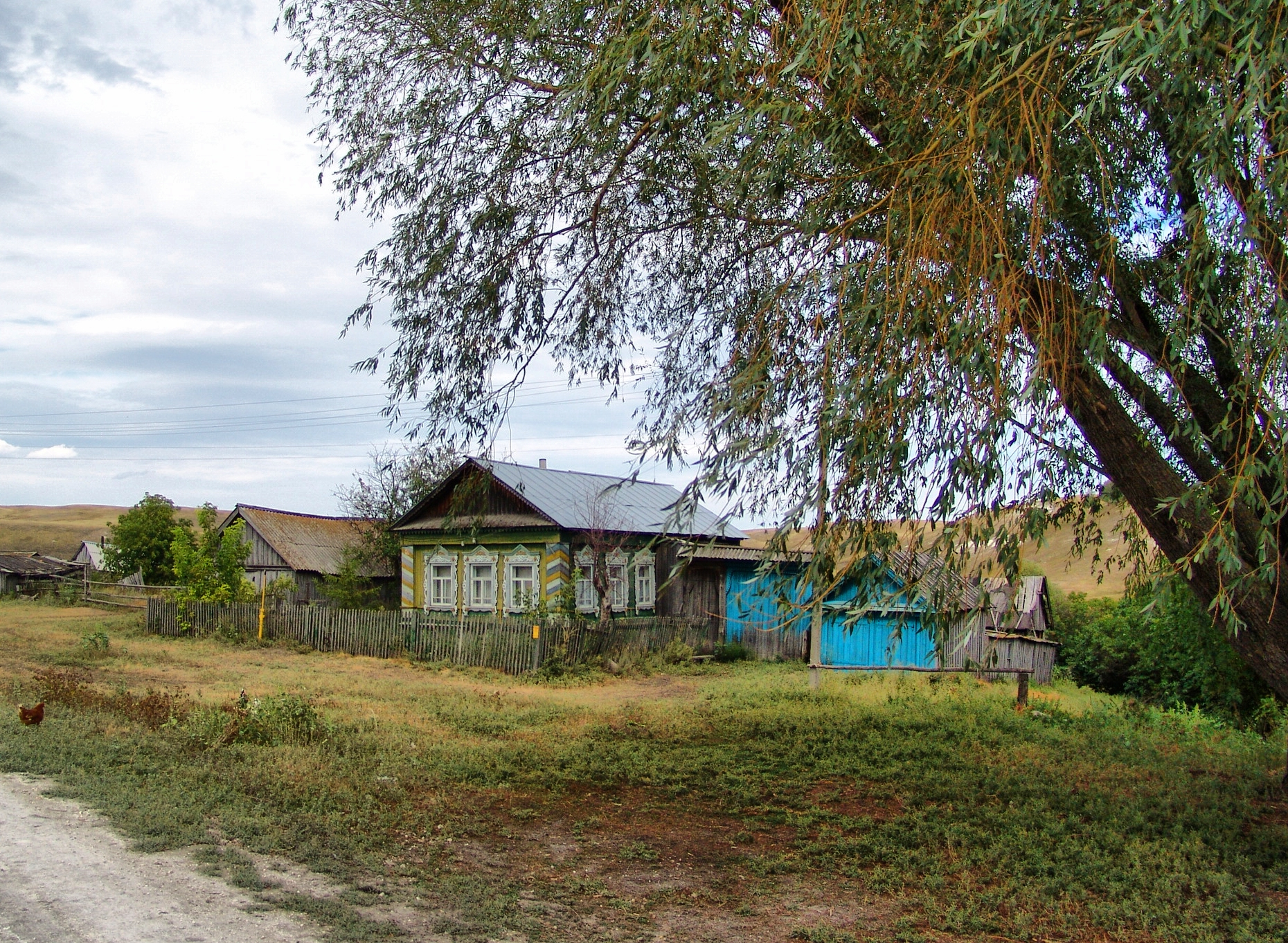
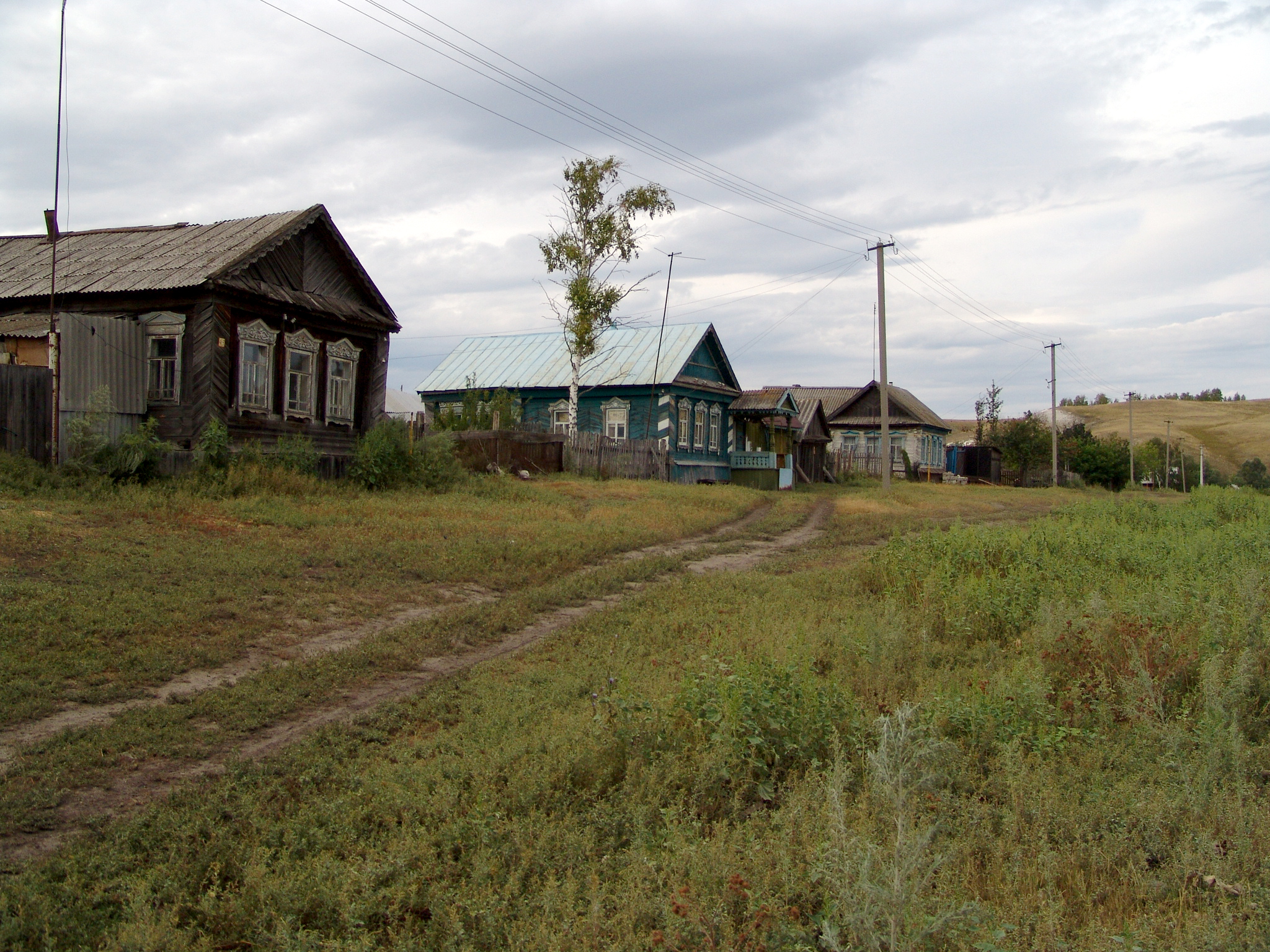

## Население
| 2010 |
| ---- |
| 88   |